# Гремучий Ключ (Оренбургская область)
Гремучий Ключ —поселок в Бугурусланском районе Оренбургской области в составе Михайловского сельсовета.

## География
Находится на расстоянии примерно 13 километров по прямой на север-северо-восток от центра  города Бугуруслан.

## Население
Население составляло 27 человек в 2002 году (русские 30%, мордва 70%), 17 по переписи 2010 года.